# Qケルト語
Qケルト語（Qケルトご）とは、インド=ヨーロッパ語における/kw/の音を/q/の音で使っていたケルト語の一派を指し、アイルランド語、ゲール語、マンクス語が含まれる。
これに対して、ウェールズ語、コーンウォール語、ブルトン語などは、/q/の代わりに/p/の音を使っていたため、Pケルト語という。